# Melkwol
Melkvezel of melkwol is een eiwitvezel uit caseïne. Het werd door Antonio Ferretti (1889-1955) in 1935 voor het eerst geproduceerd onder de handelsnaam Lanital (lana italiana). Ferretti baseerde zich op eerder onderzoek van Friedrich Ernst Todtenhaupt (1873-1919), die uit caseïne textielvezels wilde maken. Het gebruik van melk als grondstof voor textiel moet gezien worden in het licht van het tekort aan katoen in de in crisis verkerende Italiaanse economie tijdens het fascisme.

## Vervaardiging en eigenschappen
Caseïne is een geelwitte stof die in de melk van zoogdieren voorkomt. Door de ondermelk met zuur te behandelen komt de caseïne vrij. Na filtreren wordt deze gewassen, gedroogd en in natronloog opgelost. De hierbij gevormde caseïnose wordt gefiltreerd en door spindoppen in zuurbaden tot een draad gespoten. Deze draad wordt gewassen en met formaline en diverse oliën gehard. Vervolgens wordt deze draad in stukjes van tussen de 65 en 135 mm lang gesneden, de zogenaamde vlokken. Deze vlokkenmassa wordt gebleekt en gedroogd. Het resultaat lijkt chemisch en qua eigenschappen op wol, hoewel de schubben van wol ontbreken. De vlokken worden meestal samen met echte wol gesponnen, met een percentage melkwol tussen de 20 en 50%, of met rayonvezels. 
Stof geweven met melkwol is zacht, isolerend en kreukvast. Melkvezels kunnen een risico vormen voor mensen met een koemelkallergie.

## Merknamen
- Lanital
- Casolana
- Aralac
- Fibrolane
- Enkasa, geproduceerd door de AKU te Arnhem